# Jim Cummings
James Jonah Cummings, detto Jim (Youngstown, 3 novembre 1952), è un doppiatore statunitense.

## Biografia
Proprio come Frank Welker, oltre a voci con dialoghi normali, realizza anche versi e effetti sonori, in diversi film e cartoni animati.
Dal 1992 è la voce di Pietro Gambadilegno della Banda Disney in sostituzione di Arthur Burghardt.
Dopo un primo matrimonio da cui ha avuto due figlie, si è risposato nel 2001 con Stephanie Lane Jordan da cui ha avuto altri due figli. I due hanno divorziato nel 2011. Nel 2019 viene accusato dalla ex moglie di violenze e abusi su di lei e sul loro cane ma alla fine è stato dichiarato innocente per mancanza di prove. Nel 2020 si è risposato con Margaret Judge.
In qualità di doppiatore di Winnie the Pooh lavora come volontario per la Make-A-Wish Foundation e la Famous Fone Friends, organizzazioni benefiche a favore di bambini con patologie letali.

## Filmografia parziale

### Doppiatore
- Pietro Gambadilegno in Ecco Pippo!, In viaggio con Pippo, Topolino e la magia del Natale, Mickey Mouse Works, Estremamente Pippo, House of Mouse - Il Topoclub, Topolino, Paperino, Pippo: I tre moschettieri, La casa di Topolino, Topolino, Topolino e gli amici del rally
- Winnie the Pooh e Tigro in Le nuove avventure di Winnie the Pooh, Winnie the Pooh alla ricerca di Christopher Robin, Winnie the Pooh: Tempo di regali, T come Tigro... e tutti gli amici di Winnie the Pooh, Il libro di Pooh, Buon anno con Winnie the Pooh, Pimpi, piccolo grande eroe, Winnie the Pooh: Ro e la magia della primavera, Winnie the Pooh e gli Efelanti, Il primo Halloween da Efelante, I miei amici Tigro e Pooh, Winnie the Pooh - Nuove avventure nel Bosco dei 100 Acri, Ritorno al Bosco dei 100 Acri
- Ed in Il re leone, Il re leone 3 - Hakuna Matata, Timon e Pumbaa, House of Mouse - Il Topoclub, Topolino & i cattivi Disney
- Razoul in Aladdin, Il ritorno di Jafar, Aladdin, Aladdin e il re dei ladri
- Diavolo della Tasmania in Tazmania, Looney Tunes: Canto di Natale, The Looney Tunes Show, Space Jam: New Legends
- Hondo Ohnaka in Star Wars: The Clone Wars, Star Wars Rebels, LEGO Star Wars: The Freemaker Adventures, Star Wars: Forces of Destiny
- Darkwing Duck, Negaduck, Beppe Parapiglia e Professor Moliarty in Darkwing Duck
- Monterey Jack (seconda voce), Gattolardo, Professor Pandemonium e Wart in Cip & Ciop agenti speciali
- Bonkers e Lucky Piquel in Bonkers - Gatto combinaguai
- Dr. Robotnik in Sonic
- Tom Manning in Hellboy - Fiumi di sangue
- El Capitan in DuckTales - Avventure di paperi
- Zummi Gummi (stagione 6) in I Gummi
- Col. Massacre e Re Luigi in TaleSpin
- Norman in Marsupilami, Raw Toonage
- Yosemite Sam
- Megacervello e Bachisio in Widget: un alieno per amico
- Arcidiacono in Il gobbo di Notre Dame II
- Narratore nei titoli in Bee Movie
- Waylon e Floyd in Red e Toby 2 - Nemiciamici
- Kaa, Colonnello Hathi e scimmia presentatrice in Il libro della giungla 2
- Capitano delle guardie in Shrek
- Tony in Lilli e il vagabondo II - Il cucciolo ribelle
- Re Giacomo I in Pocahontas II - Viaggio nel nuovo mondo
- Proiettile animato #2 in Chi ha incastrato Roger Rabbit
- Steele in Balto
- Nesso il centauro in Hercules
- Cat in CatDog
- Eddy il criceto in Due fantagenitori
- Buddy in Animaniacs
- Scar in Il re leone II - Il regno di Simba
- Powhatan / Kekata (parte cantata) in Pocahontas
- Vari personaggi in I misteri di Silvestro e Titti
- Dunkin in I Simpson
- Hernando Cortes in La strada per El Dorado
- La sirenetta
- La bella e la bestia: Un magico Natale
- Z la formica
- Ritorno all'Isola che non c'è
- La carica dei 101 II - Macchia, un eroe a Londra
- Guardie Il gobbo di Notre Dame
- Shocker in Spider-Man: The Animated Series
- Derek Auto-B-Good
- I pinguini di Madagascar
- Zambezia, regia di Wayne Thornley (2012)
- Rasputin (voce cantata) in Anastasia
- Vari personaggi in Mignolo e Prof
- Capitano Redbeard / Oakey in Picchiarello
- Annunciatore in Friends
- Sing, regia di Garth Jennings (2016)
- Finnick in Zootropolis (2016)
- Gli Incredibili 2
- Blitzen in Topolino strepitoso Natale!
- Minions